# SABMiller
SABMiller (forkortelse for South African Breweries – Miller) var et af verdens største bryggerier. Selskabet var aktivt på seks kontinenter, og noteret på London Stock Exchange. SABMiller var et multinationalt bryggeri indtil 10. oktober 2016 hvor det blev købt af Anheuser-Busch InBev.
SABMiller ejede flere kendte varemærker, som f.eks. ølmærket Pilsner Urquell, og ét af verdens største tapperier af Coca-Cola. Bryggeriet voksede betydeligt over en årrække og overtog lokale mærker og bryggerier i Europa, Asien og Amerika.

## Eksterne henvisning
- SABMiller